# Tats Lau
Tats Lau, de son vrai nom Lau Yee-tat (劉以達, né le 27 février 1963), est un chanteur, compositeur et acteur hongkongais connu pour son duo Tat Ming Pair (en) avec Anthony Wong Yiu-ming (en). Il reçoit le Hong Kong Film Award et le Golden Horse Award de la meilleure musique de film originale pour son travail de compositeur sur La Tentation d'un Bonze (1993).

## Biographie
Dans les années 1980, Tats Lau est actif sur la scène musicale indépendante de Hong Kong. Il crée plusieurs groupes underground comme DLLM et OEO (Oriental Electric Orchestra, qui est influencé par YMO).
Sa carrière atteint son apogée grâce à son duo appelé Tat Ming Pair (en) avec Anthony Wong Yiu-ming (en). Il est le compositeur musical et instrumentiste principal tandis qu'Anthony Wong est le chanteur principal. Contrairement à d'autres musiciens cantopop de la même génération, Tats Lau est fortement influencé par la synthpop britannique. Tat Ming Pair, avec les groupes Beyond et Tai Chi, est aujourd'hui reconnu comme l'un des groupes de musique les plus importants de l'histoire de Hong Kong.
Après la dissolution de Tat Ming Pair, Tats Lau forme plusieurs groupes de musique tels que Tats Lau and Dream (劉以達與夢), Tats Lau Government School (劉以達官立小學) et 達與璐. Cependant, aucun ne connait le même succès que Tat Ming Pair. En 2009, il forme un nouveau groupe appelé LOVE MISSION avec Charis Chung (鍾凱瑩, chant), Rita Ip (古惑貓, clavier et chœur), Man Kit Wong (黃文傑，basse et chœur) et Anson Tang (鄧應祈, batterie).

## Compositeur de films
Tats Lau est également compositeur pour le cinéma. Son travail sur le film La Tentation d'un Bonze (1993) de Clara Law lui vaut le Hong Kong Film Award et le Golden Horse Award de la meilleure musique de film originale.

## Carrière d'acteur
Pour la jeune génération, Tats Lau est surtout connu pour ses rôles dans de nombreuses comédies de Stephen Chow comme The God of Cookery (1996), Forbidden City Cop (1996) et beaucoup d'autres comédies hongkongaises.

## Filmographie
- Cageman (1992)
- The God of Cookery (1996)
- Forbidden City Cop (1996)
- The Tricky Master (1999)
- Fatal Contact (2006)
- The Jade and the Pearl (en) (2010)
- Perfect Wedding (en) (2010)
- The Way We Were (2011)
- I Love Hong Kong 2012 (2012)
- Good-for-Nothing Heros (2012)
- When C Goes with G7 (2013)
- Just Another Margin (en) (2014)
- Aberdeen (en) (2014)
- Kung Fu Angels (en) (2014)
- Ip Man 3 (2015)
- Paws Men (2018)
- Lucid Dreams (2018)